# Tsjaad op de Olympische Zomerspelen 2016
Tsjaad nam deel aan de Olympische Zomerspelen 2016 in Rio de Janeiro, Brazilië. Namens het Afrikaanse land deden twee sporters mee aan het atletiektoernooi. Bibiro Ali Taher droeg de Tsjadische vlag tijdens de openings- en de sluitingsceremonie. Tsjaad won geen olympische medailles in 2016.

## Deelnemers en resultaten
(m) = mannen, (v) = vrouwen 

### Atletiek
| Olympiër           | Discipline | Resultaat | Prestatie          |
| ------------------ | ---------- | --------- | ------------------ |
| Bachir Mahamat     | 400 m (m)  | series    | series: 48.59 (7e) |
|                    |            |           |                    |
| Bibiro Ali Taher V | 5000 m (v) | series    | series: DNF        |